# Металопрокатний завод у Танті
Металопрокатний завод у Танті – підприємство чорної металургії Єгипту, майданчик якого розташований у дельті Ніла в місті Танта.
Завод спорудила компанія Tanta Steel, яку заснували в 1986 році. З 2008-го власником Tanta Steel є компанія Medisteel.
Потужності заводу дозволяють випускати 300 тисяч тон будівельної арматури на рік.